# Harpograptis eucharacta
Harpograptis eucharacta är en fjärilsart som beskrevs av Edward Meyrick 1922. Harpograptis eucharacta ingår i släktet Harpograptis och familjen fransmalar. Inga underarter finns listade i Catalogue of Life.